# Joop van Bergen

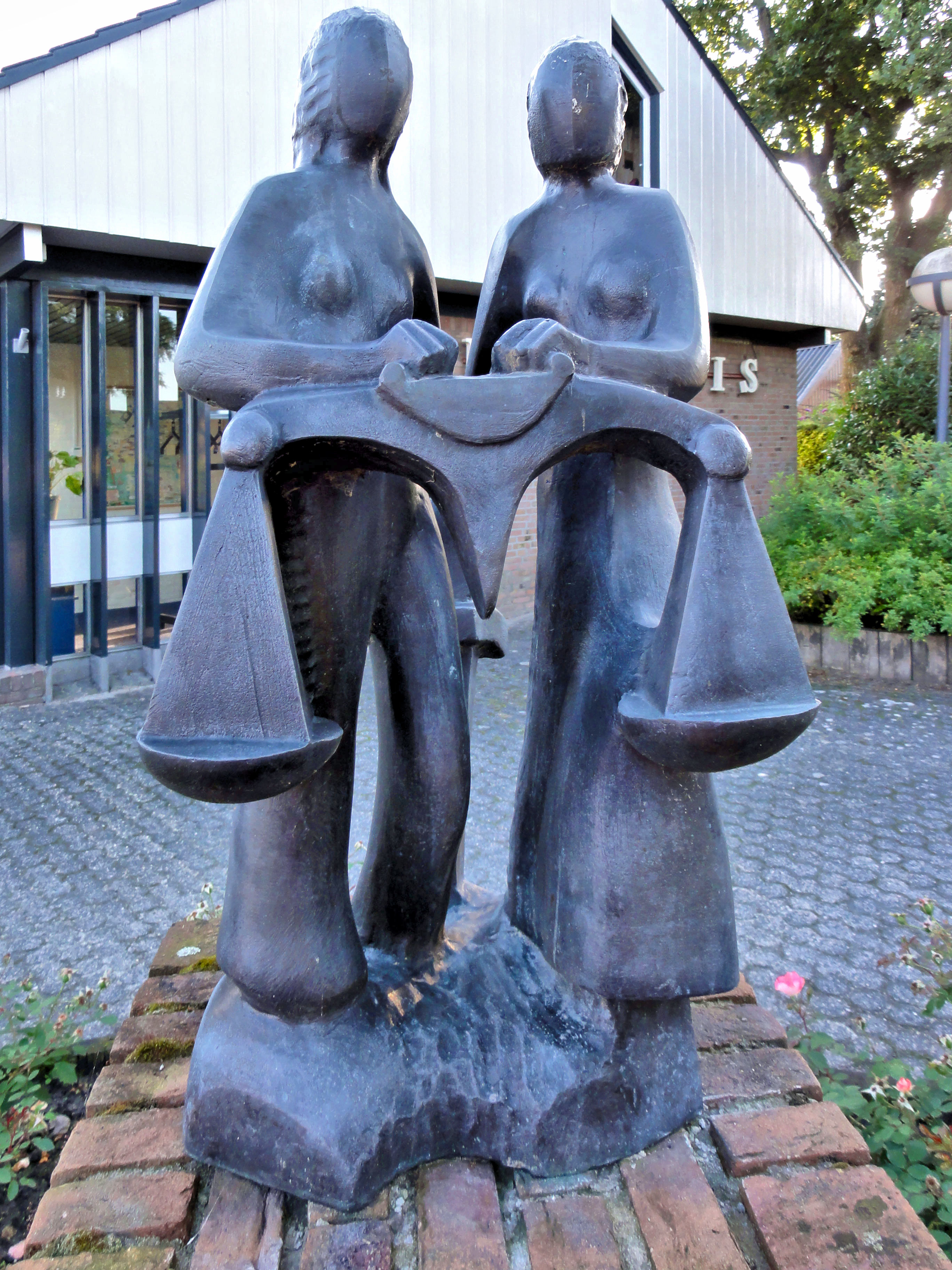
Evenwicht (2001), Ureterp.

Johannes Antonius Albertus (Joop) van Bergen (Bolsward, 1943) is een Nederlands beeldhouwer en keramist.

## Leven en werk
Van Bergen werd opgeleid aan Academie Minerva in Groningen. Hij maakt beelden in hout, waarbij hij verschillende houtsoorten in een werk combineert, en brons, en maakt ook gebruikskeramiek. Zijn werken zijn organisch abstract en geabstraheerd figuratief, hij wordt daarin beïnvloed door Alexander Archipenko en Henry Moore. In 1989 ontving hij een individuele subsidie van de provincie Friesland. Van Bergen sloot zich aan bij de Beroepsvereniging van Beeldende Kunstenaars en de Fryske Kultuerried.

## Enkele werken
- 1981: houtreliëf bij lagere school, Lelystad
- 1994: houtreliëf voor het ministerie van bosbouw in Costa Rica
- 1999: Gastvrijheid, Kerkstraat, Bolsward
- 2001: Evenwicht, It Merkelân in Beetsterzwaag
- 2001: Evenwicht, De Telle in Ureterp
- 2004: Standvast, Klompmakerspaad, Houtigehage
- 2006: Op handen gedragen, Meester Geertswei, Wijnjewoude

## Galerij

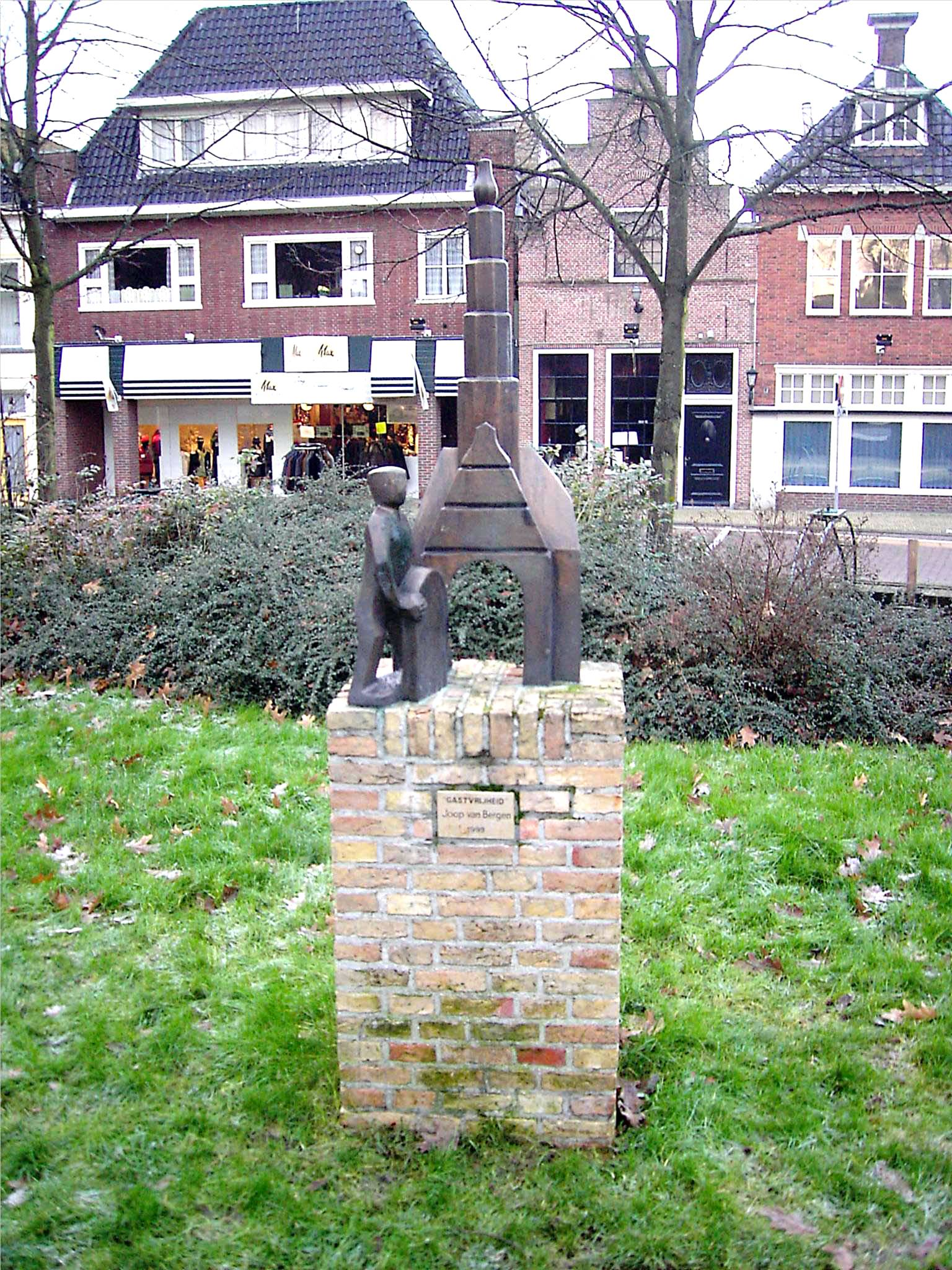
Gastvrijheid (1999), Bolsward
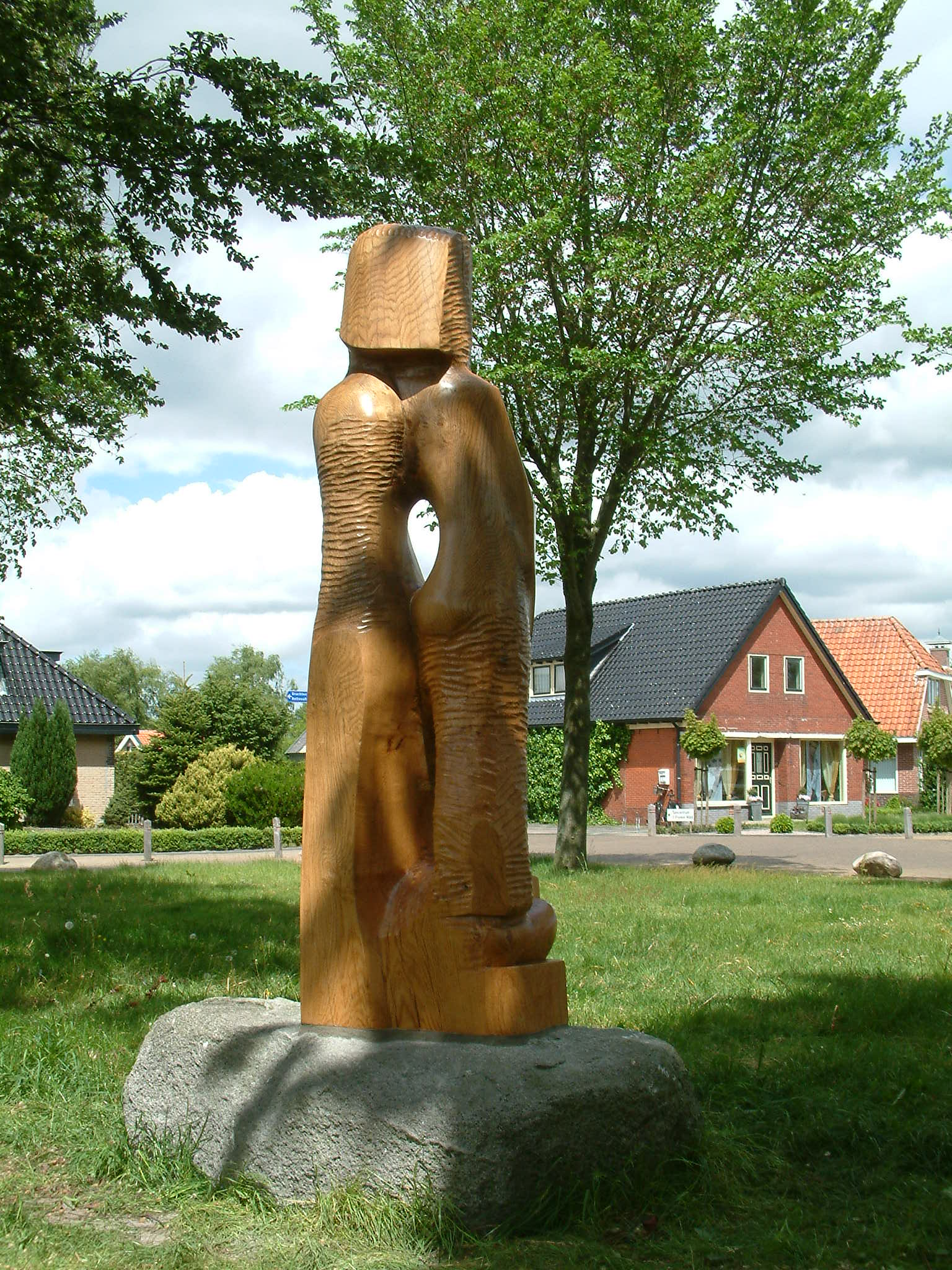
Standvast (2004), Houtigehage
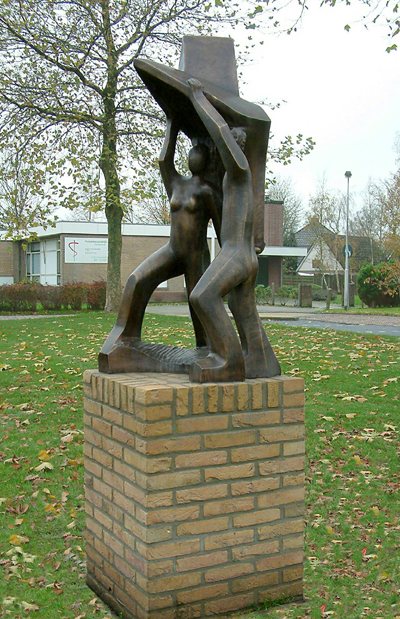
Op handen gedragen (2006), Wijnjewoude

- RKD-Nederlands Instituut voor Kunstgeschiedenis: 7100